# Sant Cristòfol de Puimanyons
Sant Cristòfol de Puimanyons, respectant la pronúncia pallaresa de Sant Cristòfol de Puigmanyons, era una església romànica del poble de Puimanyons, pertanyent al municipi de la Pobla de Segur, a la comarca del Pallars Jussà. Està situada al centre d'aquest poble, al costat del casalot del Castell, que conté les restes del Castell de Puimanyons.
Era sufragània de la parròquia de Santa Maria de Toralla, i actualment consta com a agrupada a la de la Mare de Déu de la Ribera de la Pobla de Segur, tot i que el seu estat fa que no estigui oberta al culte. No es tenen notícies d'aquesta església anteriors al segle xviii.
| Sant Cristòfol de Puimanyons | Sant Cristòfol de Puimanyons   | Sant Cristòfol de Puimanyons    | Sant Cristòfol de Puimanyons |
| ---------------------------- | ------------------------------ | ------------------------------- | ---------------------------- |
| L'absis, pel costat interior | Interior del mur septentrional | La façana oest, amb l'espadanya |                              |
| L'absis, pel costat interior | Interior del mur septentrional | La façana oest, amb l'espadanya |                              |

És un temple petit, d'una sola nau que havia estat coberta amb volta de canó, amb l'absis a llevant. Actualment, volta i coberta estan caigudes. La façana de ponent està coronada per un campanar d'espadanya de dos ulls, senzill.
L'absis queda damunt d'un desnivell, per la qual cosa queda molt més destacat en alçada que la resta de l'església. Té una finestra d'una sola esqueixada, i està ornamentat amb lesenes, damunt de les quals podria haver hagut unes arcades llombardes. Aquest absis fou sobrealçat, en alguna època impossible de precisar, i és possible que desapareguessin.
Carreus irregulars ben alineats en filades uniformes fan veure que és una obra del segle xi.